# Dějiny Bruselu
Brusel je město, jehož dějiny sahají až do šestého století.

## Středověk
Podle legendy založil osadu na místě současného města kolem roku 580 sv. Guegerich (St. Géry). Jméno města je snad odvozeno od názvu Brucsella či Broekzelle, což znamená ves v bažinách. Přirozená poloha na ostrovech a močálech okolo řeky Senne byla velmi dobře bránitelná, proto zde nechal v roce 979 vévoda Karel Dolnolotrinský vybudovat pevnost. V 10. století byl Brusel součástí Svaté říše římské, jako jedna z jeho nejzápadnějších výsep.
Vzhledem ke své vhodné poloze města vzkvétal rozvoj řemesel a v 11. století se ves postupně rozrůstala. O století později získala své první opevnění. Dodnes existují spory mezi historiky, zda získal Brusel své první městské hradby v na začátku nebo v polovině 12. století. Rozvoji města především pomohl dobrý rozvoj říční dopravy po říčce Senne dále k moři. 14. a 15. století představovala zlatý věk města, které hrálo roli obchodního centra Evropy. Brusel začal expandovat za své hradby a vznikla nová města a předměstí. Nejednalo se však o idylické období; v roce 1370 došlo v Bruselu k protižidovským pogromům a následnému vyhnání Židů z města.

## Novověk

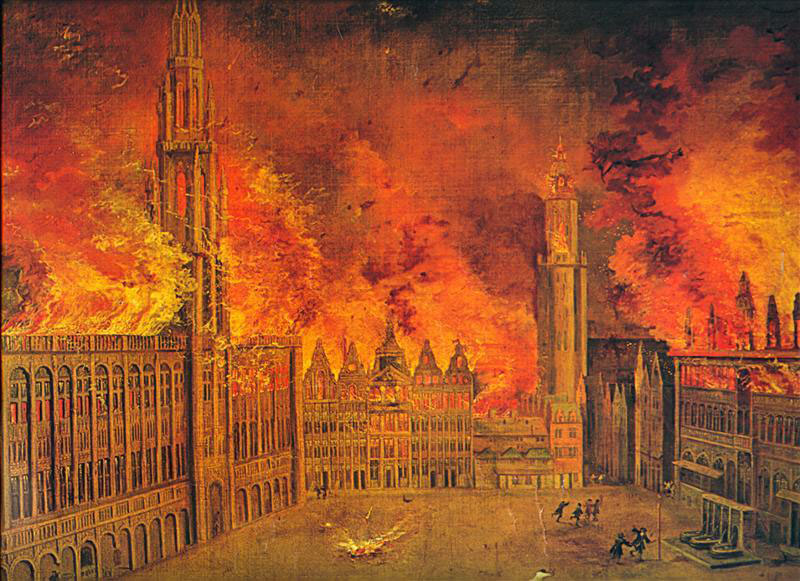
Bombardování Bruselu v roce 1695 na historickém obraze.

Kromě hospodářského rozvoje a rozšiřování města poznamenala 15. století i četné vzpoury. Na konci 15. století město dočasně ztratilo svojí pozici kvůli povstání proti císaři Maxmiliánu I. Habsburskému. Kromě vzpoury navíc v roce 1489 město zasáhla i epidemie moru. Teprve až za vlády Karla V. v první polovině 16. století získalo město opět svůj původní status.
V polovině téhož století v Bruselu žilo na padesát tisíc lidí. Většina obyvatelstva tehdy mluvila brabantským nářečím nizozemštiny. Až do 17. a 18. století bylo užívání francouzštiny v Bruselu poměrně řídkým jevem; většina oficiálních dokumentů byla psána buď středověkou nizozemštinou, nebo v latině.[zdroj?] Poté, co se stal Brusel součástí rakouského Nizozemí, však začala rekatolizace země[zdroj?] a nizozemsky mluvící elita odešla. Již v průběhu 17. století jsou zaznamenány první zmínky o tom, že z dříve rozšířené nizozemštiny se stal jazyk ulice, zatímco na oficiální úrovni zavládla francouzština. Konec 17. století navíc znamenal i konec slávy samotného Nizozemska, což i nadále vedlo k marginalizaci nizozemštiny v Bruselu. Většina her, které hrálo divadlo La Monnaie na přelomu 17. a 18. století byla hrána již francouzsky. Trvalo však až do počátku 20. století, kdy počet obyvatel města mluvících doma francouzsky překonal počet nizozemsky mluvících. K tomu přispěla také i rozsáhlá migrace v souvislosti s průmyslovou revolucí, ale třeba i příchod emigrantů z Francie, která si v 19. století prošla několika turbulentními obdobími.
V roce 1695 byl Brusel bombardován francouzskou armádou, což vedlo k rozsáhlému poškození města, následné obnově a rozsáhlé přestavbě. Zničena byla zhruba čtvrtina veškeré zástavby, včetně domů na náměstí Grande Place. Na počátku 18. století tak vznikly některé dnes ceněné bruselské památky, jako např. divadlo La Monnaie aj.
V roce 1731 došlo k rozsáhlému požáru, který zničil návrší Coudenberg, na kterém později vznikl současný královský palác.

## 19. století

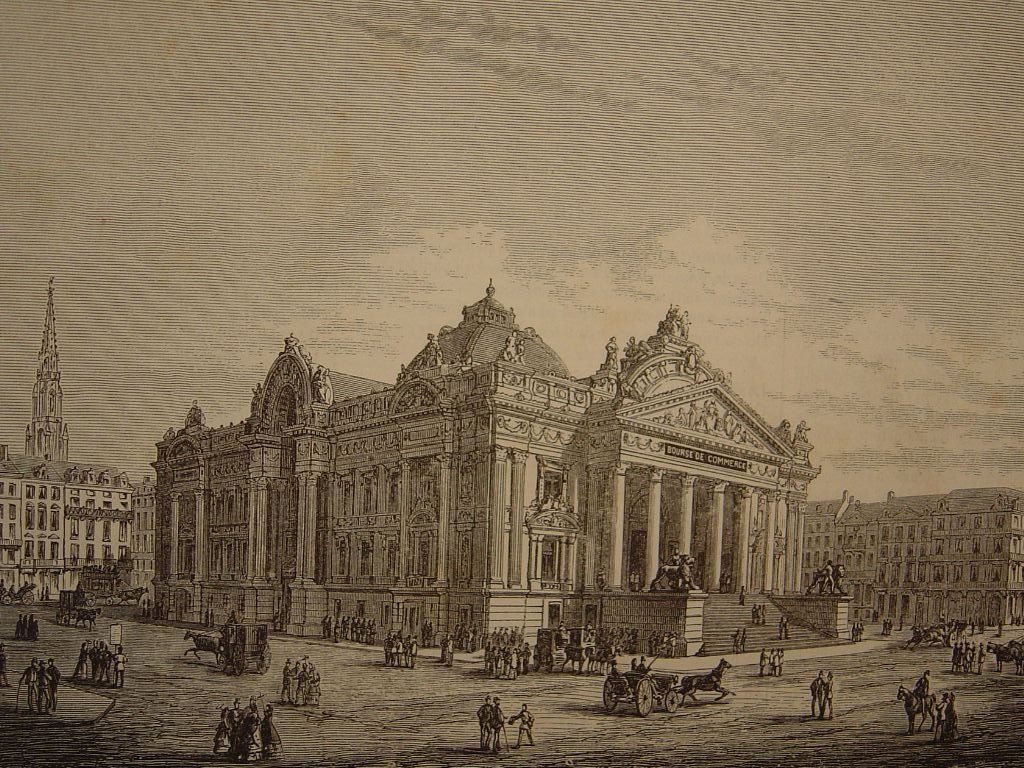
Bruselská burza na kresbě z druhé poloviny 19. století. Burza vznikla po přestavbě města a zakrytí řeky Senne.

V 19. století se Brusel jako metropole mladého belgického státu dynamicky rozvíjel. Roku 1830 byl vybrán za hlavní město nezávislé Belgie. Následně se tak do města soustředila administrativa, ještě více obchodu a hospodářské činnosti.
V polovině 19. století nechal město přestavět tehdejší primátor Jules Anspach. Byly vybourány rozsáhlé čtvrti starých domů a vznikly široké třídy; zakryta byla řeka Senne. Panorama města dotvořily velkolepé paláce, jakými je např. justiční palác, nebo Bazilika sv. Srdce. Dne 20. listopadu 1834 byla otevřena Svobodná bruselská univerzita. Roku 1880 vznikl slavný park Cinquantenaire na východním okraji města s ikonickým vítězným obloukem.
V závěru století se v Bruselu konaly časté výstavy, což městu přineslo velkou prestiž na mezinárodním poli. Symbolem secese, která dominovala nové výstavbě přelomu 19. a 20. století, se stal architekt Victor Horta, který pro belgickou metropoli navrhl několik domů.

## 20. století

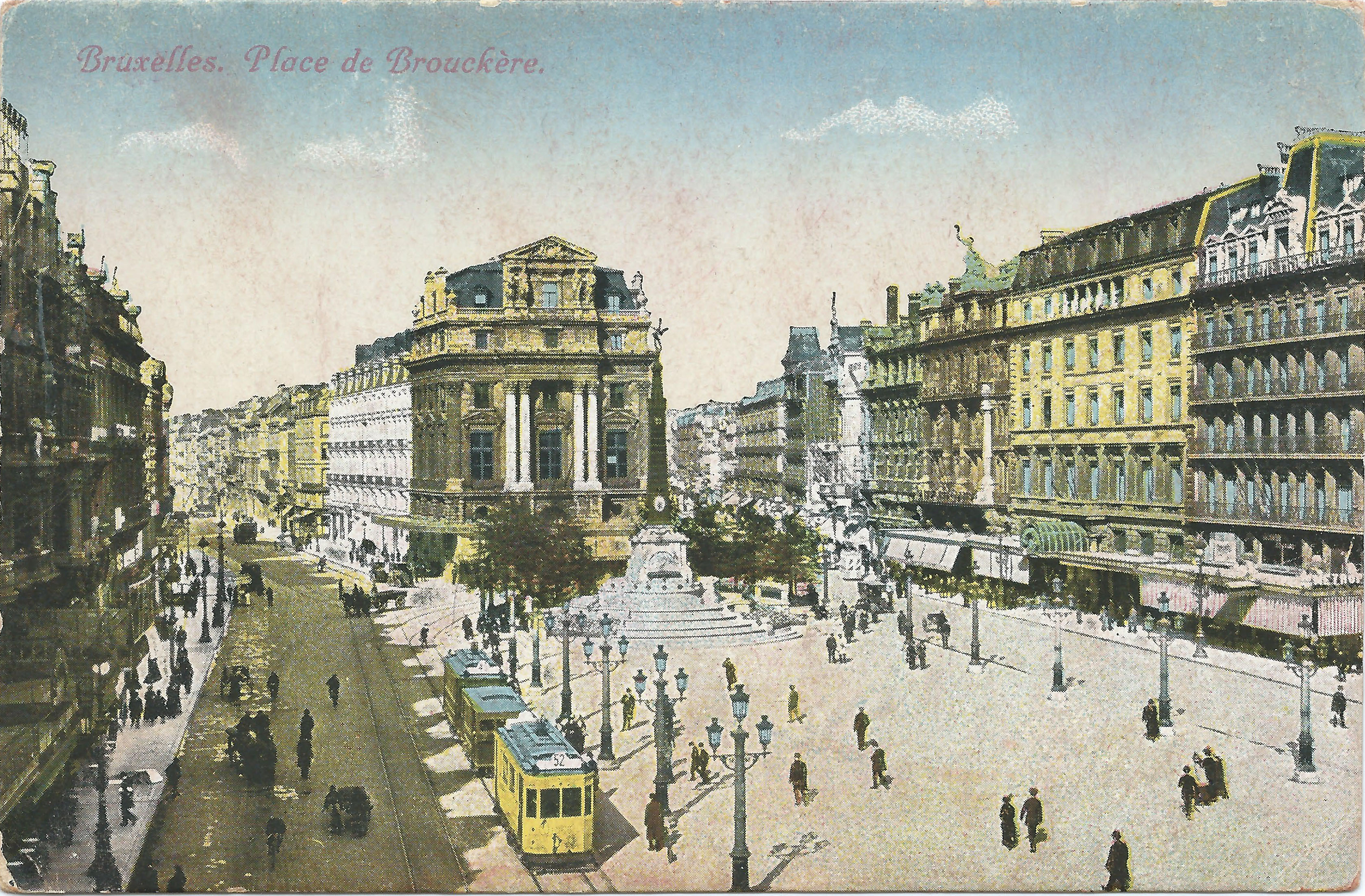
Náměstí De Brouckère v roce 1930.

Během obou světových válek byl Brusel ušetřen válečného ničení. Město bylo osvobozeno v září 1944 spojeneckými vojsky téměř bez větších bojů.
V 2. polovině 20. století však docházelo často k necitlivým zásahům do historické zástavby, známé pod pojmem bruselizace. Vznikly také nové dopravní stavby; přesunutí železnice pod zem v centru města umožnilo výstavbu nových paláců v centru města; např. národní knihovny. V 60. a 70. letech byly zprovozněny první linky bruselského metra. Pod centrem města byly ve snaze snížit přetíženost silniční dopravy zbudovány různé tunely (Tunel Belliard, Tunel Léopold II a další), které dosahují délky řady kilometrů. Nové dopravní stavby vznikly v souvislosti s hospodářským boomem, který Belgie zaznamenala v 60. a na počátku 70. let. Tento boom byl nakonec vystřídán recesí v letech osmdesátých.
Město Brusel, které nikdy nebylo spojeno se svými předměstími (a dodnes je oficiálně jen jedním z belgických měst, jehož počet obyvatel nepřesahuje 200 tisíc) bylo v 20. století integrováno do tzv. bruselského regionu. Město je jediným regionem v rámci Belgie, které je oficiálně bilingvní (oficiálními jazyky jsou jak francouzština, tak nizozemština).

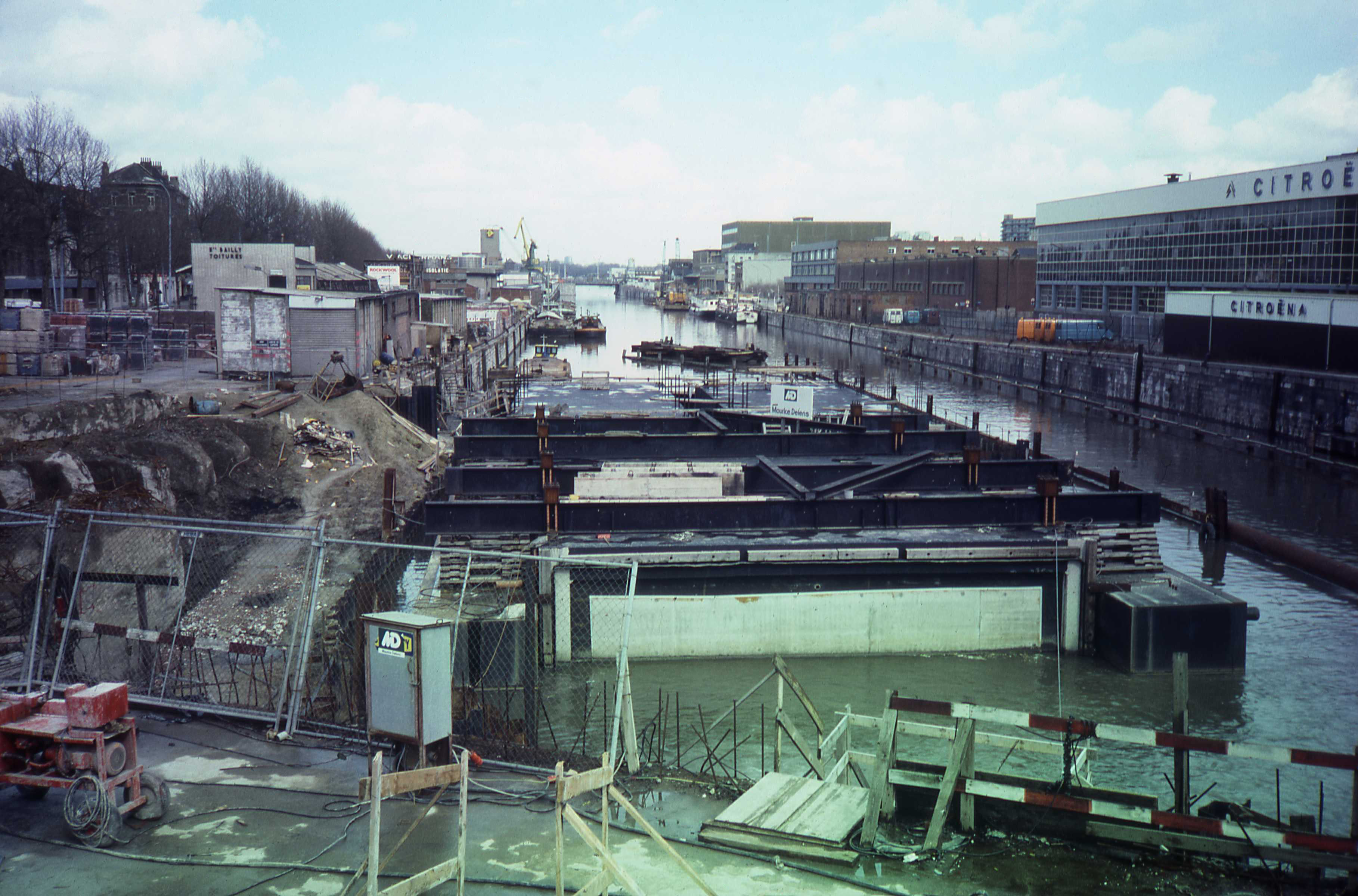
Výstavba metra v 80. letech 20. století

Vznik Evropské unie, jejíž sídlo se nachází právě v Bruselu, znamenal přestavbu města východně od jeho centra, kde vznikla rozsáhlá čtvrť (tzv. Evropská čtvrť) pro tisíce úředníků. Poté, co Francie na krátkou dobu vystoupila z NATO se stal Brusel také i sídlem Severoatlantické aliance. Město získalo značně kosmopolitní charakter, který si uchovává dodnes. Téměř 30 % obyvatel města tvoří cizinci; na oficiální úrovni je kromě francouzštiny a nizozemštiny často také ještě užívána i angličtina, byť snahy o její prosazení jako třetího oficiálního jazyka nepadly na úrodnou půdu. Na začátku 21. století žilo v Bruselu na 12 tisíc diplomatů, což je počet srovnatelný jedině s Washingtonem D. C.
V některých bývalých předměstích metropole vznikly rozsáhlé přistěhovalecké komunity, především z Maroka, Alžírska, Konga a dalších bývalých francouzských kolonií, kde přistěhovalcům usnadňuje společný jazyk uplatnění v Belgii.